# أكاذيب خطيرة (فلم 2020)
أكاذيب خطيرة (بالإنجليزية: Dangerous Lies) فيلم إثارة أمريكي عام 2020 من إخراج مايكل سكوت وكتب السيناريو ديفيد جولدن، ومن بطولة النجوم كاميلا مينديز وجيسي تي.أشر. صدر في 30 أبريل 2020 من شركة نتفليكس.

## طاقم التمثيل
- كاميلا مينديز: في دور كاتي فرانكلين
- جيسي تي آشر: في دور آدم كيتنر
- جيمي تشونغ: في دور جوليا بايرون كيم
- كام جيجنديت: في دور ميكي هايدن
- ساشا الكسندر: في دور المفتش تشيسلر
- إليوت غولد: في دور ليونارد ويليسلي
- راديش أريا: في دور المفتش وايلدن[2]

## ملخص أحداث الفيلم
يموت رجل مسن ثري ويترك ممتلكاته بشكل غير متوقع لفتاة كانت تقوم برعايته، وتدخل في سلسلة من الخداع والقتل، وتدرك انها إذا أرادت النجاة، فيتعين عليها التشكيك في دوافع الجميع، وحتى الأشخاص الذين تحبهم.

## استقبال الفيلم
حصل الفيلم في موقع الطماطم الفاسدة على نسبة تقييم بلغ 26 ٪ بناءً على 27 نقد، ونص إجماع نقاد الموقع على ما يلي: "فيلم سريع بما يكفي لإحداث تحول ولكن متوسط جدًا بحيث لا يُنسى، فيلم أكاذيب خطيرة يتظاهر بالإثارة المثيرة دون بذل أي جهد"، وعلى موقع ميتاكريتيك، حصل الفيلم على متوسط درجات بلغت 51 من أصل 100 استنادًا إلى 7 نقاد، مما يشير إلى درجة تقدير متوسطة.

## وصلات خارجية
- أكاذيب خطيرة على موقع IMDb (الإنجليزية)
- أكاذيب خطيرة على موقع ميتاكريتيك (الإنجليزية)
- أكاذيب خطيرة على موقع روتن توميتوز (الإنجليزية)
- أكاذيب خطيرة على موقع نتفليكس (الإنجليزية)
- أكاذيب خطيرة على موقع ألو سيني (الفرنسية)
- أكاذيب خطيرة على موقع أول موفي (الإنجليزية)
- أكاذيب خطيرة على موقع قاعدة بيانات الفيلم (الإنجليزية)
- أكاذيب خطيرة على موقع ليتربوكسد (الإنجليزية)
- أكاذيب خطيرة على موقع كينوبويسك (الروسية)